# 傑克·哈里森
傑克·哈里森（英語：Jack Harrison；1996年11月20日—）是一位英格蘭足球運動員，司職邊鋒。現時効力英超球隊列斯聯，曾代表英格蘭U21代表隊參賽。

## 俱樂部生涯
哈里森在2020-21賽季對陣利物浦的首場英超聯賽比賽中，他為列斯聯踢進了自己的第一個英超聯賽進球，也是俱樂部16年來在英超中的首個進球。
2021年7月2日，里茲聯正式宣布以1100萬英鎊的轉會費永久簽下哈里森，合約為期三年。
2022年1月16日，哈里森在對陣西汉姆联的比賽中首次上演帽子戲法，同時幫助里茲聯以3-2取勝。

## 榮譽

### 球會
里茲聯
- 英格蘭足球冠軍聯賽冠軍：2019–20賽季

### 個人
- 佳得樂年度最佳球員獎：2015年